# Campeonato Paraguaio de Futebol de 1906
O Campeonato Paraguaio de Futebol de 1906 foi o primeiro torneio desta competição. Recebeu o nome de "Copa El Diario", referente a um jornal local.Participaram seis equipes.
| Equipe            | Cidade   | Departamento     | No ano anterior | Estádio | Capacidade | Títulos        | Participações |
| ----------------- | -------- | ---------------- | --------------- | ------- | ---------- | -------------- | ------------- |
| Club 14 de Mayo   | Assunção | Distrito Capital | --              | --      | --         | 0 (não possui) | 1             |
| Club General Díaz | Assunção | Distrito Capital | --              | --      | --         | 0 (não possui) | 1             |
| Club Guaraní      | Assunção | Distrito Capital | --              | --      | --         | 0 (não possui) | 1             |
| Club Libertad     | Assunção | Distrito Capital | --              | --      | --         | 0 (não possui) | 1             |
| Club Nacional     | Assunção | Distrito Capital | --              | --      | --         | 0 (não possui) | 1             |
| Club Olimpia      | Assunção | Distrito Capital | --              | --      | --         | 0 (não possui) | 1             |

## Premiação
| Campeonato Paraguaio 1906 Primeira Divisão |
| Assunção                                   |
| ------------------------------------------ |
| Club Guarani Campeão (1º título)           |